# 大不列顛的卡洛琳公主
大不列颠的卡洛琳·伊麗莎白公主（英语：Princess Caroline Elizabeth of Great Britain；1713年6月10日—1757年12月28日），英国公主，英王乔治二世和王后勃兰登堡-安斯巴赫的卡罗琳的第四个孩子和第三女，英王乔治三世的姑母。卡洛琳公主终身未婚。

## 早年生活

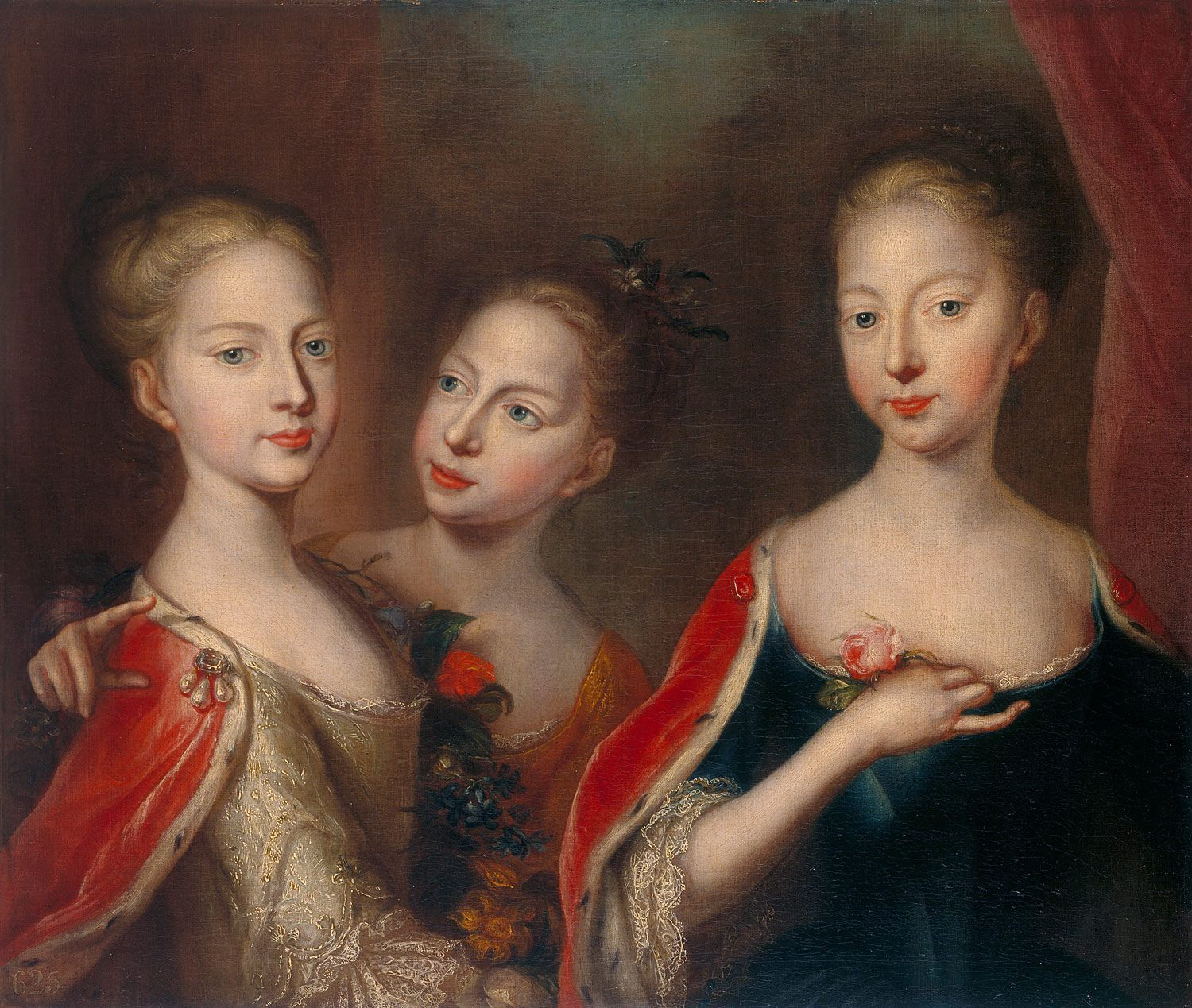
卡洛琳和她的姐妹们——安妮公主及阿米莉亚

卡洛琳公主于1713年6月10日生于神圣罗马帝国汉诺威选侯国汉诺威海伦豪森宫，父亲为汉诺威选帝侯乔治·路易之子汉诺威选侯储君乔治·奥古斯都（后来的英王乔治二世），母亲为布蘭登堡-安斯巴赫藩侯之女勃兰登堡-安斯巴赫的卡罗琳。作为汉诺威选帝侯的孙女，她出生被称为汉诺威的卡洛琳公主（Princess Caroline of Hanover）。根据1701年嗣位法令，卡洛琳也是英国王位继承顺位的第7顺位继承人，仅此于她的兄弟姐妹、父亲和祖父，但高于姑母普鲁士王后索菲亚·桃乐西婭。卡洛琳于出生隔日即6月11日在海伦豪森宫洗礼。

## 在英国的生活
卡洛琳出生的隔年——1714年，安妮女王逝世。祖父乔治·路易成为国王乔治一世，父亲乔治·奥古斯都成为威尔士亲王。同年，卡洛琳随母亲勃兰登堡-安斯巴赫的卡罗琳和两个姐姐安妮公主及阿米莉亚一同迁居英国，并居住在圣詹姆士宫，并改称为英国公主。一份最新归属的1728年1月至2月清单记录了她的个人开支，包括对伦敦几个新教团体的慈善捐款。1722年，在其母亲的指示下，卡洛琳接受了天花的人痘接种法。
卡洛琳是其母亲最喜欢的女儿，并被称为“说实话者卡洛琳·伊丽莎白”（the truth-telling Caroline Elizabeth）或“热爱真相者卡洛琳”（the truth-loving Caroline）。每当王室子女出现分歧或争执她的父母会说：“派人去叫卡洛琳，然后我们就会知道真相！”。根据约翰·多兰博士的说法：“卡洛琳受到父母毫无保留的爱戴，值得父母的关爱，并以热切的依恋作为回报。她公平、善良、有成就，但并不快乐。”

## 晚年生活和死亡
人们普遍相信卡洛琳的不幸是源自于她与第二代赫維男爵約翰·赫維的爱情。赫維是个双性恋（据说与卡洛琳的哥哥威尔士亲王弗雷德里克有染），并且还与宫廷的几位女士有染。赫维于1743年去世后，卡洛琳在去世前一直隐居在圣詹姆士宫，只有她的家人和最亲密的朋友才能进入。尽管如此，她仍然为慈善事业慷慨解囊。1757年12月28日，卡洛琳公主在圣詹姆士宫薨逝，享年44岁，未婚无子，成为死于父亲前的子女之一。1758年1月5日葬于威斯敏斯特大教堂。
霍勒斯·沃波爾在谈到卡洛琳逝世时说道：“尽管多年来她的健康状况一直非常危险，而且对许多人来说，她的健康状况一直处于绝对隔离状态，但从某种程度上来说，她的疾病是新的、突然的，她的死亡是出乎意料的。她的善良是始终如一的，她的慷慨是巨大的，她的慈善事业是最广泛的；简而言之，我，不是保皇党人，可以对她大肆赞扬。”

## 头衔、称号及纹章
- 1713年06月10日-1714年08月01日：汉诺威的卡洛琳公主殿下
Her Serene Highness Princess Caroline of Hanover
- 1714年08月01日-1757年12月28日：卡洛琳公主殿下
Her Highness Princess Caroline

### 纹章
卡洛琳作为君主之女得以使用皇家徽章，并以三分银的标签加以区别。每一点装饰着三个都铎玫瑰。并由英格兰的狮子和苏格兰的独角兽扶着盾牌。盾徽上的皇冠为君主之女的冠冕。
| 卡洛琳公主的皇家徽章 |

## 资料来源
- Van der Kiste, John. . Stroud, Gloucestershire: Sutton Publishing. 1997. ISBN 0-7509-1321-5.